# 萊安·斯庫利
萊安·斯庫利（英語：Ryan Scully；1992年10月29日—）是一位蘇格蘭足球運動員。在場上的位置是守門員。他現在效力於蘇格蘭足球冠軍聯賽球隊鄧弗姆林。

## 外部連結
- 足球数据库：萊安·斯庫利的球员统计数据